# Ivan Dornič (hockey sur glace, 1962)
Ivan Dornič (né le 26 mai 1962) est un joueur professionnel de hockey sur glace slovaque. Son fils, Ivan Dornič, né en 1985, est également un professionnel du monde du hockey.

## Carrière en club
En 1986, il commence sa carrière avec le HC Slovan Bratislava dans l'Extraliga.

## Statistiques
| Saison    | Équipe               | Ligue     |    | Saison régulière | Saison régulière | Saison régulière | Saison régulière | Saison régulière |   | Séries éliminatoires | Séries éliminatoires | Séries éliminatoires | Séries éliminatoires | Séries éliminatoires |
| Saison    | Équipe               | Ligue     | PJ | B                | A                | Pts              | Pun              | PJ               | B | A                    | Pts                  | Pun                  |                      |                      |
| 1986-1987 | HC Slovan Bratislava | Extraliga | 37 | 16               | 8                | 24               | 36               | -                | - | -                    | -                    | -                    |                      |                      |
| 1988-1989 | HC Slovan Bratislava | Extraliga | 35 | 6                | 6                | 12               | 16               | -                | - | -                    | -                    | -                    |                      |                      |
| 1990-1991 | HC Slovan Bratislava | Extraliga | 51 | 18               | 22               | 40               | 34               | -                | - | -                    | -                    | -                    |                      |                      |
| 1991-1992 | HC Slovan Bratislava | Extraliga | 23 | 5                | 5                | 10               | 4                | -                | - | -                    | -                    | -                    |                      |                      |
| 1994-1995 | HC Haßfurt           | Oberliga  | 42 | 16               | 43               | 59               | 16               | -                | - | -                    | -                    | -                    |                      |                      |
| 1995-1996 | HC Selva             | Série A2  | 33 | 31               | 31               | 62               | 10               | 3                | 7 | 3                    | 10                   | 2                    |                      |                      |
| 1996-1997 | SHK KSK Bratislava   | 1.liga    | 6  | 3                | 3                | 6                | 4                | -                | - | -                    | -                    | -                    |                      |                      |